# 百済観音

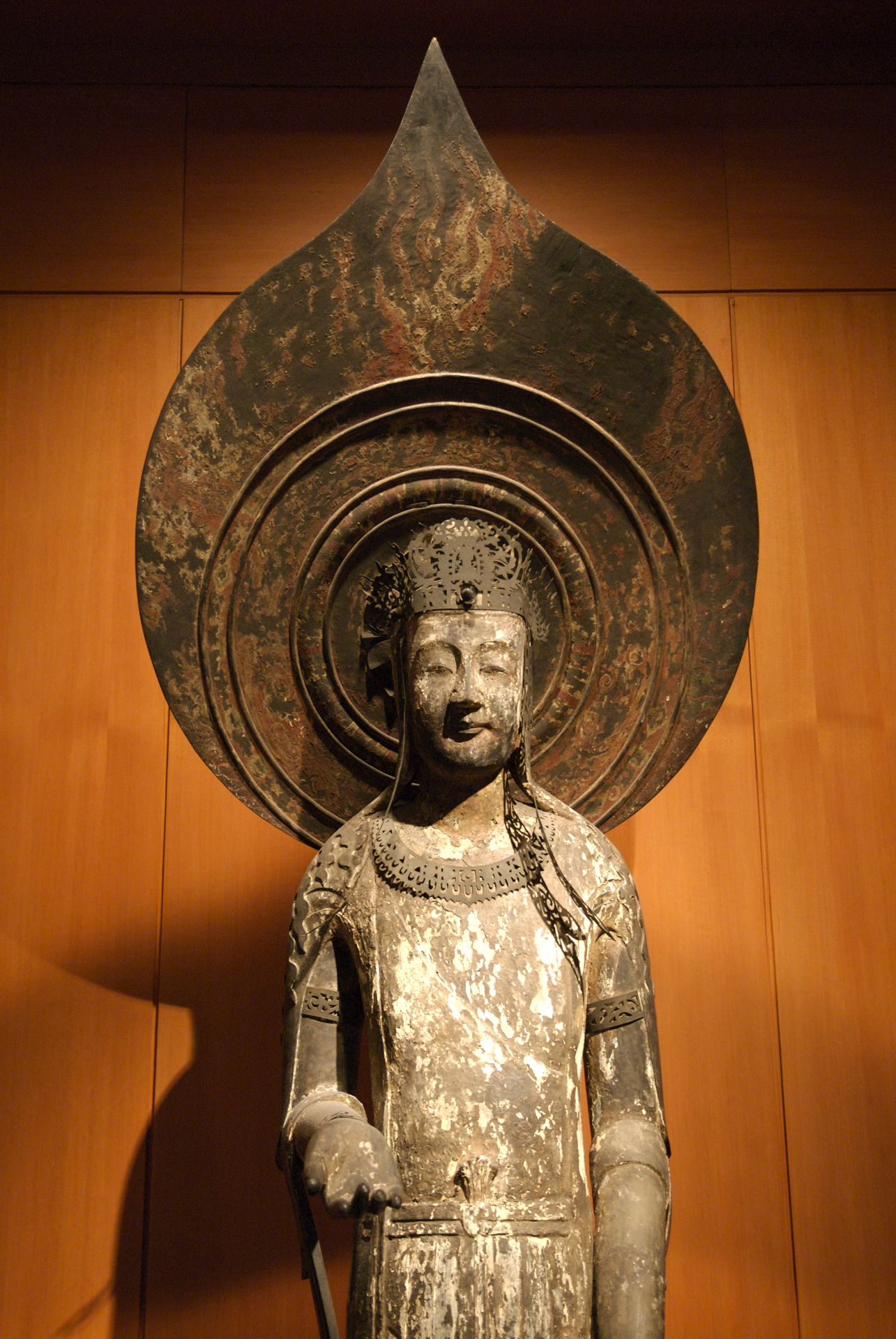
百済観音像のレプリカ、新納忠之介作、大英博物館蔵

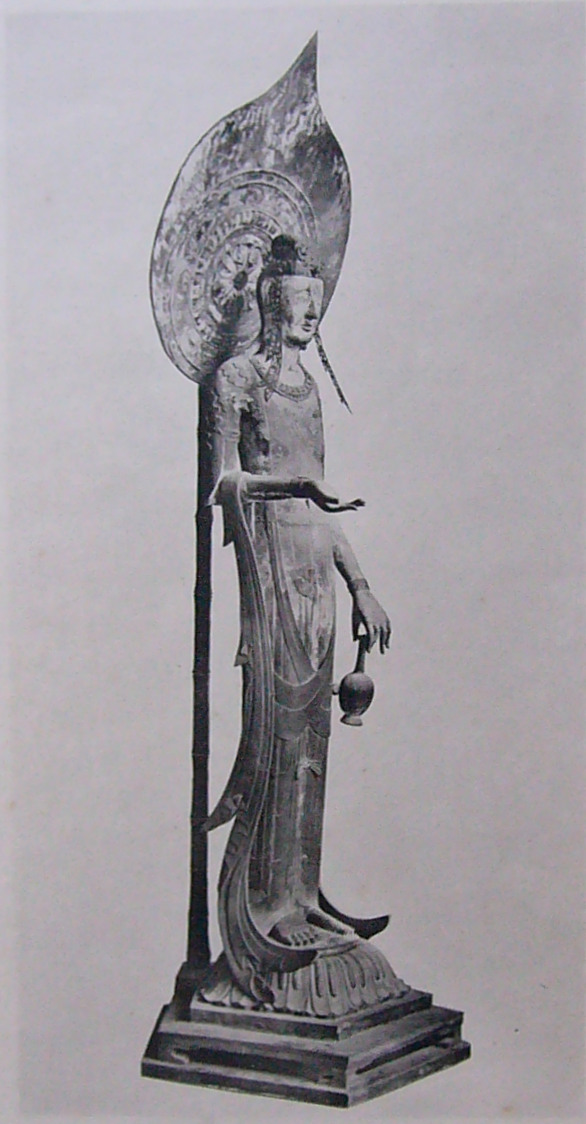
百済観音像

百済観音（くだらかんのん）は、奈良県斑鳩町の法隆寺が所蔵する飛鳥時代（7世紀前半 - 中期）作の仏像（木造観音菩薩像）である。日本の国宝に指定されている（指定名称は「木造観音菩薩立像（百済観音）1躯」）。日本における木造仏像彫刻の古例として貴重であるとともに、大正時代以降、和辻哲郎の『古寺巡礼』、亀井勝一郎の『大和古寺風物誌』などの書物で紹介され著名になった。

## 像の概要

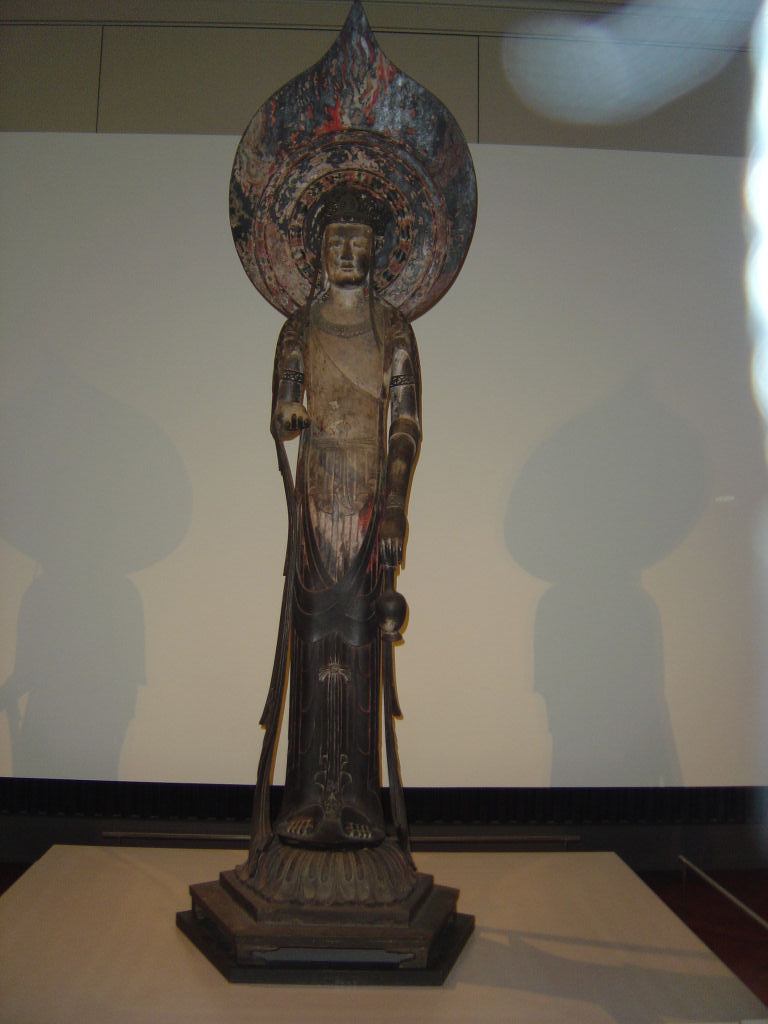
百済観音像模造（新納忠之介作、東京国立博物館蔵）

### 像高
210.9cm（『特別展百済観音』図録等による。「209.4cm」とする資料もある）。

### 制作年代
飛鳥時代、7世紀前半〜中期とするのが通説。

### 作者
作者は不明。名称と伝承から外国伝来と考えられていたが、使用材は像身はクスノキ、水瓶(すいびょう)と蓮華座がヒノキで、日本国内産であることから、日本で制作されたものと見られている。

### 像容
平面五角形の反花座（かえりばなざ。ハスの花を伏せたような形の台座）に直立する。通常の仏像に比べて著しく痩身で頭部が小さく、8頭身に近い。右腕は肘でほぼ直角に曲げ、前膊（下腕）を観者の方へ向けて水平に突き出し、掌を上へ向ける（持物はない）。左手は垂下し、肘を前方に軽くに曲げて手の甲を観者の方へ向け、水瓶（すいびょう）を持つ。
上半身には僧祇支、下半身には裳（巻きスカート状の衣服）を着け、天衣（てんえ。仏像や天人像が身につけている薄く細長い布のこと）をまとう。天衣は大腿部正面でX字状に交差し、両腕にかかり、両体側に垂下している。
頭髪は髻（もとどり）を結い、両肩に長く垂れ下がっている。宝冠、首飾、臂釧（ひせん）、腕釧（わんせん）などの装身具を付け、これらは銅製透かし彫りの別製とする。光背は宝珠形の頭光（ずこう）で、中央部に八葉蓮華を表し、その周囲には同心円状の文様帯があり、その外側の周縁部には火焔文様を表す。光背支柱は竹を模した木製で、光背基部には山岳形の装飾がある。台座は前述の五角形の反花座の下に2段の框（かまち）がある。

### 構造材質
頭・体の根幹部分、さらには足下の蓮肉（台座の内側の部分）とその下の2つの枘（ほぞ）までを含んでクスノキの一材から彫り出した一木造である（飛鳥時代の木造彫刻はほとんどがクスノキ製）。両腕の肘から先、頭上の髻、体側に垂れる天衣などを別材矧ぎ付けとする。左手に持つ水瓶も別材でこれはヒノキ材製である。像表面には乾漆（漆に木粉や針葉樹の葉の粉などを混ぜたもの）を盛り上げて細部を仕上げている。像表面には彩色を施すが、剥落が多く、当初の彩色は判然としない。像内部は胸以下に内刳り（像の重量軽減や干割れ防止などのために内部を削って空洞にすること）を施す。X線写真によれば、本体側面に縦の矧ぎ目があり、一木で制作した像をいったん前後に割り放し、内刳りを施したものと見られる。

### 所在
法隆寺大宝蔵院の百済観音堂に安置する。もとは金堂の北面に安置されていたが、明治時代後期から昭和時代初期には帝国奈良博物館（後に奈良帝室博物館と改称、現奈良国立博物館）に寄託されていた（同館の開設は1895年）。昭和16年（1941年）に寺内に大宝蔵殿ができてからはそちらに移され、平成10年（1998年）に大宝蔵院（前述の大宝蔵殿とは別の建物）が完成してからはそちらへ移された。

### 文化財指定
明治30年（1897年）12月28日、「観世音菩薩乾漆立像（伝百済人作）1躯」として、古社寺保存法に基づく国宝（文化財保護法における「重要文化財」に相当）に指定。昭和26年（1951年）6月9日、「木造観音菩薩立像（百済観音）1躯」として文化財保護法に基づく国宝に指定された。

## 法隆寺の記録と伝来・旧蔵説
法隆寺の根本史料である天平19年（747年）の『法隆寺伽藍縁起并流記資財帳』には百済観音に相当する仏像についての記載はない。
11世紀後半成立の『金堂日記』には、当時法隆寺金堂内にあった仏像に関する詳細な記録があるが、ここにも百済観音に関する言及はない。鎌倉時代の法隆寺の僧・顕真による『聖徳太子伝私記』は像名を記しては百済観音には触れていない。
この両記録の不記に対して、東野治之は、法隆寺旧蔵説を唱え、『法隆寺資財帳』は菩薩ないし天部の像についての総計記載と内訳が脱落していて、様式は金銅の仏像や灌頂幡と類似しているので、この脱落部分に記載されていたとする。承暦2年の『金堂日記』は、金銅像の盗難が多かったことを懸念して作成された金銅の仏像の目録であるとして、木造の四天王像や菩薩像が記録されていないとする。
百済観音に該当すると思われる像の存在が記録で確認できるのはようやく近世になってからである。元禄11年（1698年）の『法隆寺諸堂仏躰数量記』に「虚空蔵立像　長七尺五分」とあるのが、像高からみて百済観音に当たると推定され、これが百済観音の存在を記録する最古の文献とされている。このため、作風の違いもあり、造像当初から法隆寺にあったものではなく、後世、他の寺院から移されたものとの説がある。いつ、どこの寺院から、いかなる事情により移されたかについては諸説あるが、正確なことは不明である。
『法隆寺諸堂仏躰数量記』はこの「虚空蔵菩薩像」を「百済国から渡来した天竺（インド）製の像である」としている。延享3年（1746年）、法隆寺の僧・良訓（りょうきん）が著した『古今一陽集』にも「虚空蔵菩薩」とあり、「この像の由来は古記にはないが、古老の伝えるところでは異国将来の像である」と述べていて、当時すでにこの像の由来は不明であったことがわかる。この像の旧所在については飛鳥の橘寺からの移送とする説。15、6世紀に荒廃した法隆寺に、斑鳩の移設前の中宮寺から、相当数の寺宝が法隆寺に移された（良訓『古今一陽集』）そのうちの1つと推定する高田良信（法隆寺208世管主）の説、などがある。だが、いずれも確証はなく、本像がいつ、どこで、誰によって造られ、どこの寺に安置されていたものか、正確なことは全く不明である。

### 「百済観音」という名称
近世から明治時代まで、法隆寺ではこの像を観音ではなく「虚空蔵菩薩」と呼んでいた。これは虚空蔵菩薩を聖徳太子の本地とする信仰に基づくものと思われる。
明治19年（1886年）、宮内省、内務省、文部省による法隆寺の宝物調査が実施された際の目録には「朝鮮風観音」とあり、この頃からこの像を「観音」と見なす説のあったことがわかる。この「朝鮮風観音」という名称については、確証はないが、当時奈良地方の文化財を調査していた岡倉覚三（天心）の発案によるものかと推定されている。前述のとおり、この像が明治30年（1897年）、当時の国宝に指定された際の名称も「観世音菩薩」であった。しかし、法隆寺側では「虚空蔵菩薩」の呼称にこだわりをもっており、明治38年（1905年）4月14日、住職佐伯定胤名で当時の奈良県知事あてに「観世音」から「虚空蔵」への名称訂正願を提出しているが、寺側の願いは聞き入れられなかった。その後明治44年（1911年）になって、寺内の土蔵から本像の宝冠が新たに発見され、その宝冠の正面に阿弥陀如来の化仏（けぶつ、小型の仏像）が刻まれていることから、寺側でもこの像を「観音菩薩」と認めざるをえなくなった（菩薩像の頭上に阿弥陀如来の化仏があれば、その像は観音菩薩像であることを示している）。
この像の通称として20世紀以降著名になる「百済観音」という呼称はさほど古いものではなく、大正6年（1917年）の『法隆寺大鏡』の解説が初出であるとされている。和辻哲郎の『古寺巡礼』は大正8年（1919年）に刊行されたものだが、『法隆寺大鏡』の記述に影響されてか、この像を「百済観音」と呼んでいる。考古学者の濱田青陵（濱田耕作）は大正15年（1926年）、『仏教芸術』誌上に「百済観音像」を発表し、後に発表した随筆集に『百済観音』という題を付けた。このようにして、本像について「百済観音」という名称が次第に定着していった。

## 様式
本像は、法隆寺金堂本尊の釈迦三尊像、同寺夢殿の救世観音像のようないわゆる止利式の仏像とは様式を異にしている。止利様式の仏像は正面観照性が強く、側面感がほとんど考慮されていない点、左右相称性が強く、図式的な衣文表現などに特色があるが、百済観音像では側面感はより自然になり、立体的な人体把握が進んでいる。
7世紀も早い頃の制作とされる、止利様式の、法隆寺夢殿本尊の救世観音像を見ると、全体に正面性・左右対称性が顕著で、肩に垂れる垂髪は「蕨手状」と称される図式的なものであり、両腕から体側に垂れる天衣は鰭（ひれ）状の突起を表しながら左右方向へ平面的に広がっている。
これに対して百済観音像の垂髪はより写実的に表現され、天衣はゆるやかなカーブを描いて前後方向に揺れるように表現されており、天衣のカーブの優美さは側面から見て初めて了解される。両手も各指が違ったカーブを描き、写実的に表現されている。こうした点から、百済観音は夢殿本尊像などよりはやや年代が下るが、初唐彫刻の影響が見られる薬師寺東院堂の聖観音像や法隆寺の夢違観音像などよりは古く、おおむね7世紀前半から中期の作とする点で研究者の意見は多数派であるが異論もある。
前述するように止利仏師の様式ではないとするか、一部に法隆寺の他の仏像の技法の流れを汲んでいるか、その論点で7世紀前半、中期、後期に分かれる。側面観点で、木屎漆（こくそうるし）を使用し柔らな起伏を表現していること、耳の形、彩色法などが独自で別の流れだとする説。対して、光背の文様が法隆寺伝橘夫人念持仏廚司の阿弥陀三尊像の頭光の文様に近似していると、法隆寺とのつながりを重視し7世紀半ばから末の頃とする説で、意見が分かれている。
そして、この像の作風の源流をどこに求めるかについては諸説ある。中国の南北朝時代の南朝の作風が影響したものとする説が古くからある一方で（小林剛、望月信成などの説）、北斉・北周・隋の仏像に様式的源流を見る説（上野照夫、町田甲一など）もある。後者の説によれば、法隆寺金堂釈迦三尊像のような7世紀前半のいわゆる止利式の仏像は北魏の作風を源流とするものと見、それよりも3次元的空間把握の進んだ像を時代の下がる北斉・北周・隋の影響下にあるものと見る。法隆寺金堂本尊のような止利様式の源流を北朝の北魏に求める従来の見方に対し、吉村怜は止利様式の源流は南朝にあるとしている。吉村説に基づけば、止利様式の源流を北朝に求め、これと異なる様式の仏像の源流を南朝や斉周様式に求める見方は成り立たないことになり、百済観音の様式の起源についても再考が必要となる。日本国内にある仏像のうち、法輪寺虚空蔵菩薩立像、中宮寺菩薩半跏像、法隆寺金堂四天王像などに百済観音と近い造形感覚を認め、制作年代の先後を論じる説もある。
法隆寺物との関係を重視する説では、「柔らかで軽快な雰囲気」は、献納宝物の第165号「銅造観音菩薩立像」（辛亥年銘（651年））や同143号「銅造如来及び両脇侍立像（一光三尊仏）」に通じ、小さな頭部や長身痩躯の像容は同第151号「銅造如来立像」や同156号「銅造菩薩半跏像」 （丙寅年銘（606年または666年））と共通し、垂直方向に浅く刻まれた衣文の構成は同143号「銅造如来及び両脇侍立像（一光三尊仏）」などに似ていて、反転する天衣は7世紀中頃とされる法隆寺金堂四天王像に近いとする。

## 日本文化への影響
本像の特異な様式、謎に満ちた伝来などは、多くの人々の関心を呼び、随筆、短歌等でしばしば取り上げられ絶賛されている。
和辻哲郎は、当時は奈良帝室博物館に寄託されていた本像を見た感想を『古寺巡礼』（1919年）で述べている。和辻は百済観音について「形そのものの美を目ざすというよりは、形によって暗示される何か抽象的なものを目ざしている」と言い、「初めて人体に底知れぬ美しさを見だした驚きの心の所産である」と述べている。また、百済観音の様式について、ガンダーラ仏あるいはインド仏よりも漢代の石刻画を思わせるものであり「この様式こそシナにおける創作と言い得るものであろう」と述べている。和辻によれば、シナではそれはいくつかの様式のうちの一つであったが、日本ではこの様式がほとんど決定的な力を持つにいたるまでに、百済観音の様式の背後にある体験に日本人は共鳴したとされる。
亀井勝一郎は『大和古寺風物誌』（1943年）においてこの像を「大地から燃えあがった永遠の焔」のような像だと絶賛した。会津八一、吉野秀雄、吉井勇らは百済観音を題材とした短歌を作っており、その他多くの文筆家によって本像が取り上げられている。
1997年にはパリのルーヴル美術館で百済観音の特別展示が行われた。1997年から1999年にかけて「フランスにおける日本年」および「日本におけるフランス年」という趣旨で、両国において多くの記念行事が行われたが、その際、両国の国宝級美術品1点ずつを相手国で公開することとなり、日本からは百済観音が、フランスからはウジェーヌ・ドラクロワの代表作『民衆を導く自由の女神』が選ばれた。
韓国では、自国が与えた古代日本文化の源流として、多くの歴史教科書でこの像を取り上げている。

## ギャラリー

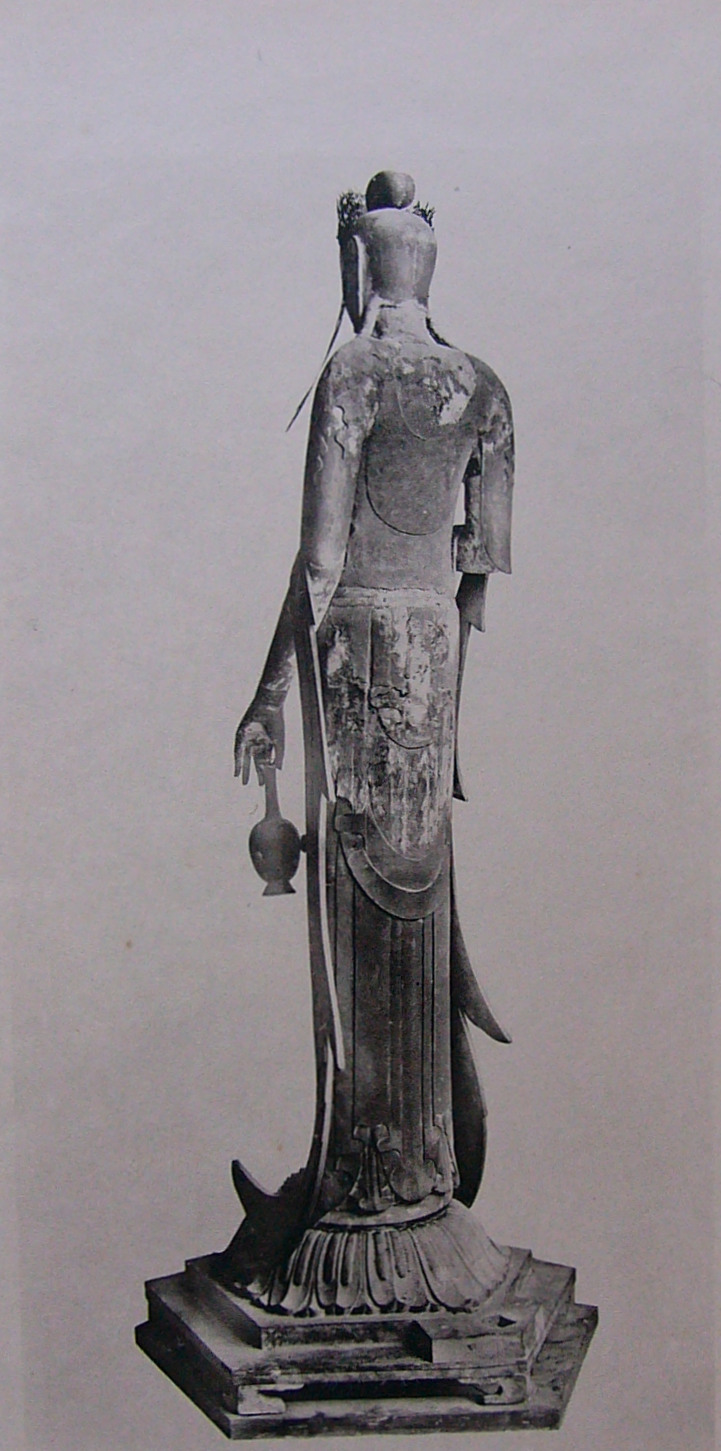
背面
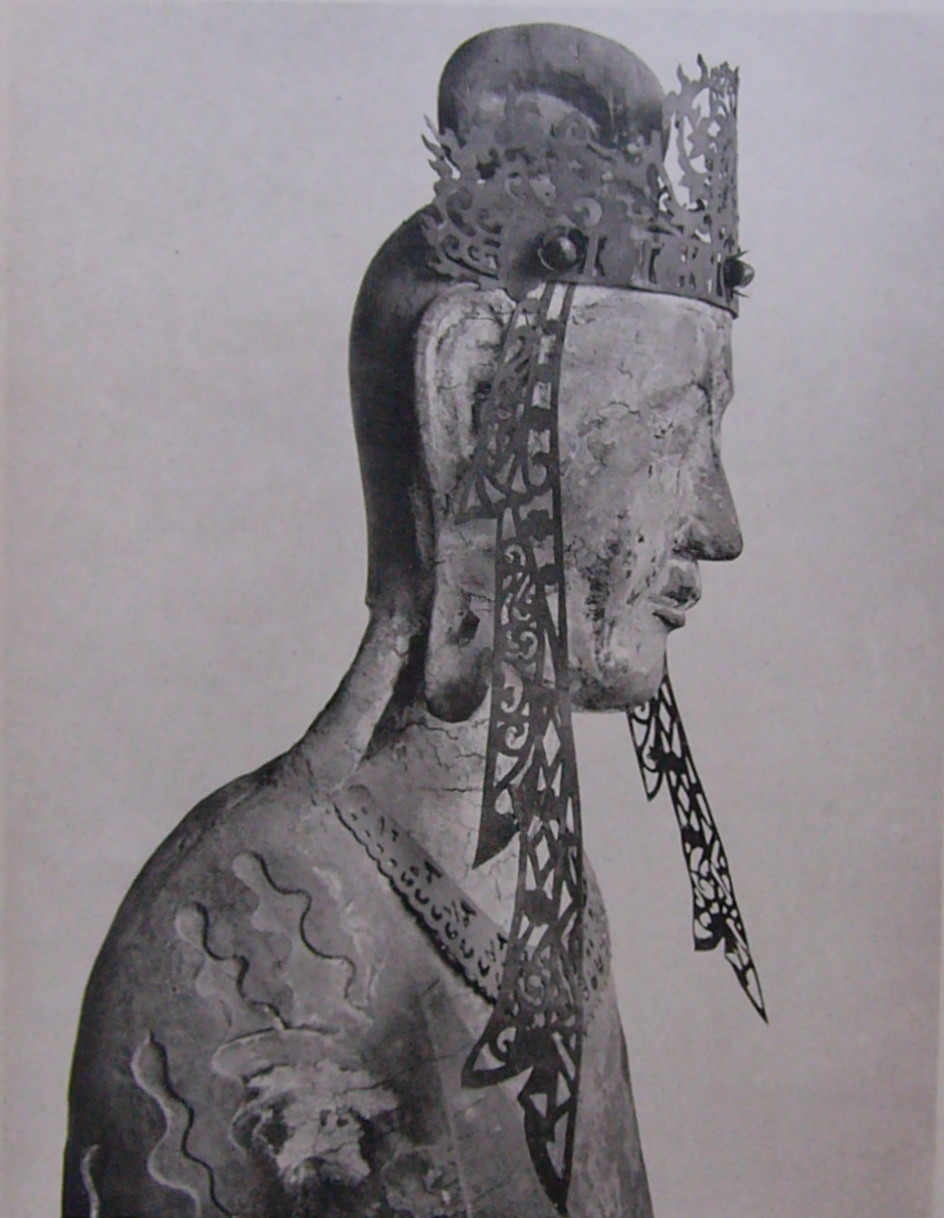
右側上半身
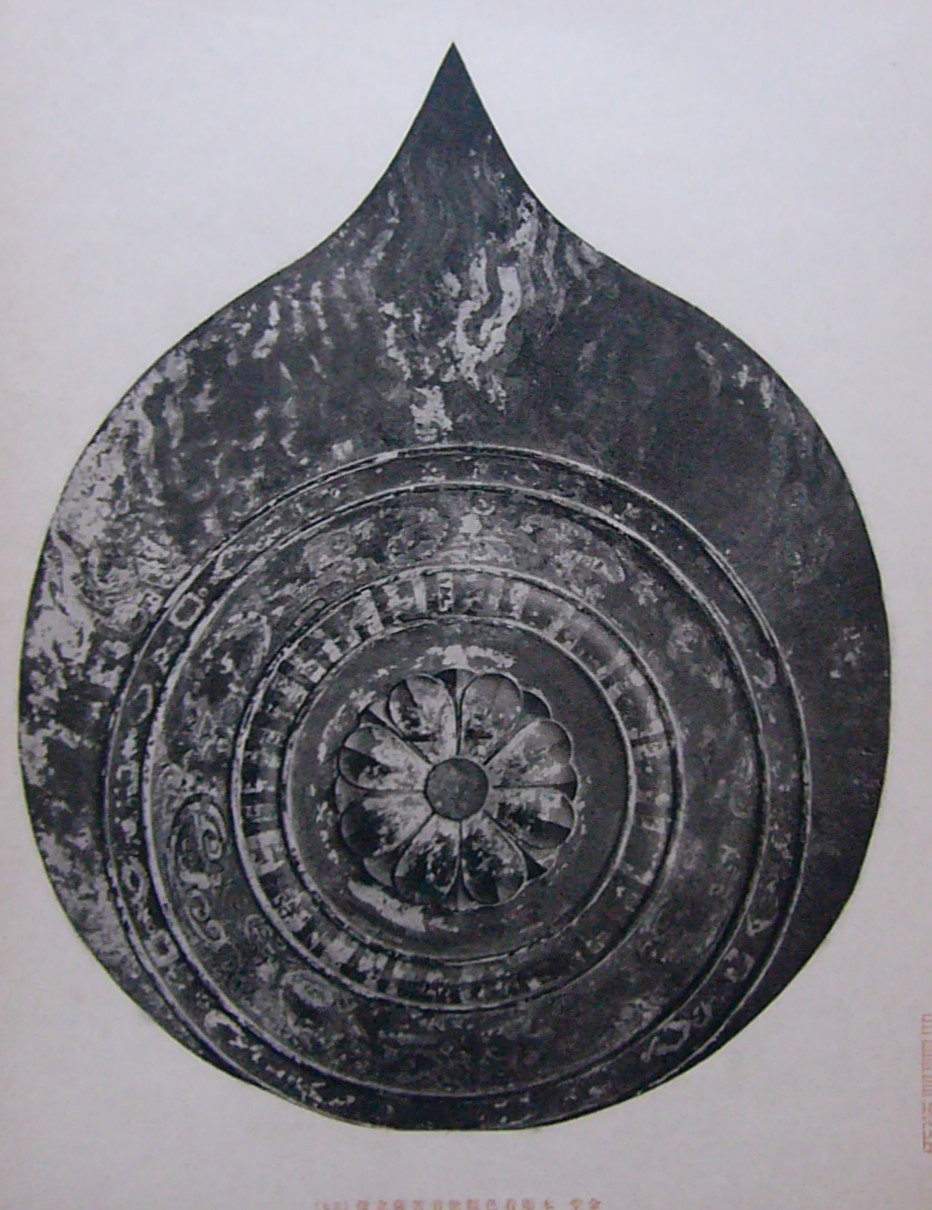
光背